# Mezinárodní unie socialistické mládeže
Mezinárodní unie socialistické mládeže (anglicky International union of Socialists Youth; IUSY) je sdružením socialistických a sociálně demokratických mládežnických organizací z více než 100 zemí světa. IUSY je považována mládežnickou organizací Socialistické internacionály (SI), a však v současnosti IUSY žádným způsobem s SI nespolupracuje.
Jedinou členskou organizací z České republiky jsou Mladí sociální demokraté.

## Historie
24. srpna 1907 bylo ve Stuttgartu v rámci Mezinárodního kongresu socialistů, založeno Mezinárodního sdružení socialistických organizací mládeže. Prvním předsedou byl zvolen Karl Liebknecht.
Rozkol v dělnickém hnutí v důsledku první světové války se také týkal zčásti mládežnických organizací. V roce 1919 byla ve Berlíně založena Internacionála komunistické mládeže, jejíž sídlo se později přesunulo do Moskvy. Po první světové válce vedení IUSY sídlilo v Berlíně. Po uchopení moci nacisty v Německu ve 30. letech organizace v letech 1936–1938 sídlila v Československu v Praze v Karlíně na Palackého třídě 24 (dnešní Křížíkova).
Po skončení 2. světové války, se 30. září 1946 v Paříži konalo setkání delegátů z 22 mládežnických organizací, Mezinárodní unie socialistické mládeže (IUSY). V roce 1954 zvolením Nath Pai, stanul v čele organizace poprvé zástupce neevropské organizace. V roce 1993  získala Mezinárodní unie socialistické mládeže jako mezinárodní mládežnická nezisková organizace s zvláštní poradní status v hospodářské a sociální Radě organizace Spojených Národů.

## Členské organizace

### Africkývýbor
- Angola | Juventude do Partido Movimiento Por la Liberación de Angola | řádné členství
- Benin | Jeunesse du Parti Social Démocrate | řádné členství
- Burkina Faso | Jeunesse du Parti pour la Démocratie et le Progrès/ Parti Socialiste | řádné členství
- Burkina Faso | Union Nationale des Jeunes du Mouvement du Peuple Pour le Progrès | řádné členství
- Kapverdy | Juventude do Partido Africano de Independência do Cabo Verde | řádné členství
- Středoafrická republika | Movement for the Liberation of Central African Youth | pozorovatelské členství
- Čad | Mouvement Du 03 Fevrier/ Parti Ibniste | pozorovatelské členství
- Rovníková Guinea | Juventud de Convergencia Para la Democracia Social | řádné členství
- Gambie | Youth of United Democratic Party | pozorovatelské členství
- Ghana | NDC Youth League | řádné členství
- Keňa | The Labour Party of Kenya Youth Congress | pozorovatelské členství
- Mali | Jeunesse ADEMA/ Parti Africaine pour la Solidarité et la Justice | řádné členství
- Mali | Union des Jeunesses du Rassemblement Pour le Mali | řádné členství
- Maroko | Jeunesse Ittihadia | řádné členství
- Niger | Organisation de la Jeunesse Tarayya | řádné členství
- Senegal | Mouvement Nationale des Jeunesses Socialistes | řádné členství
- Svazijsko | Swaziland Youth Congress | řádné členství
- Tanzanie | Chama Cha Mapinduzi Youth League | řádné členství
- Togo | Convention Démocratique des Peuples Africains | řádné členství
- Tunisko | Jeunesse Social Democrate | řádné členství
- Uganda | Young Democrats | řádné členství
- Západní Sahara | Unión de Juventudes de Saguía el Hamra y Río de Oro | řádné členství
- Západní Sahara | Unión de Estudiantes de Saguía El-Hamra y Río de Oro | pozorovatelské členství
- Zimbabwe | The Movement for Democratic Change Youth Assembly | pozorovatelské členství

### Americkývýbor
- Argentina | Franja Morada | řádné členství
- Argentina | Juventud Socialista | řádné členství
- Bolívie | Juventud Movimiento al Socialismo | pozorovatelské členství
- Bolívie | Juventud Movimiento sin Miedo | řádné členství
- Brazílie | Juventude Socialista – Partido Democrático Trabalhista | řádné členství
- Kanada | New Democratic Youth of Canada | řádné členství
- Chile | Jóvenes Por la Democracia | řádné členství
- Chile | Juventud Radical Socialdemócrata | řádné členství
- Chile | Juventud Socialista | řádné členství
- Kolumbie | Juventud Liberales de Colombia | řádné členství
- Kostarika | Juventud Liberacionista | řádné členství
- Dominikánská republika | Juventud Revolucionaria Moderna | řádné členství
- Honduras | Juventud Pinuista | řádné členství
- Jamajka | People’s National Party Youth | řádné členství
- Mexiko | Juventud del Partido de la Revolución Democrática | řádné členství
- Panama | Frente de la Juventud del Partido Revolucionario Democrático | řádné členství
- Paraguay | Juventud Revolucionaria Febrerista | řádné členství
- Paraguay | Juventud Pais Solidario | řádné členství
- Uruguay | Juventud Nuevo Espacio | řádné členství
- Uruguay | Juventudes Socialistas de Uruguay | řádné členství
- USA | Young Democratic Socialists | řádné členství
- Venezuela | Juventud del Movimiento al Socialismo | řádné členství

### Asijsko-pacifický výbor
- Bhútán | Youth Organization of Bhutan | řádné členství
- Filipíny | AKBAYAN Citizens’ Action Party Youth | řádné členství
- Filipíny | Student Council Alliance of Philippines | řádné členství
- Indie | Young Voters Party | pozorovatelské členství
- Indonésie | Pergerakan Indonesia | řádné členství
- Japonsko | Social Democratic Party Youth Bureau | řádné členství
- Malajsie | Democratic Action Party Socialist Youth | řádné členství
- Mongolsko | Mongolian Democratic Socialist Youth Union | řádné členství
- Myanmar | All Burma Students League | pozorovatelské členství
- Myanmar | Democratic Party for a New Society | řádné členství
- Nepál | Nepal Students Union | řádné členství
- Nepál | Nepal Tarun Dal | řádné členství
- Nový Zéland | New Zealand Young Labour | řádné členství
- Tchaj-wan | Taiwan Labour Front | pozorovatelské členství
- Thajsko | Young Progressive for Social Democracy Movement | řádné členství
- Tibet | Tibetan Youth Congress | pozorovatelské členství
- Východní Timor | Youth and Students Organization of Timor – Leste | pozorovatelské členství

### Evropskývýbor
- Albánie | Forum Eurosocialist Youth | řádné členství
- Albánie | Social Democratic Youth | řádné členství
- Albánie | Youth Movement for Integration | řádné členství
- Arménie | Armenian Youth Federation | řádné členství
- Bělorusko | Young Social Democrats – Maladaya Hramada | řádné členství
- Belgie (Vlámsko) | Jongsocialisten | řádné členství
- Belgie (Valonsko) | Mouvement des Jeunes Socialistes | řádné členství
- Bosna a Hercegovina | Social Democratic Youth Forum (SDP of BiH) | řádné členství
- Bulharsko | Bulgarian Socialist Party Youth Union | řádné členství
- Bulharsko | European Left Youth Alternative | řádné členství
- Černá Hora | Social Democratic Youth | řádné členství
- Černá Hora | Democratic Party of Socialists of Montenegro Youth Council | řádné členství
- Česko | Mladí sociální demokraté | řádné členství
- Dánsko | Social Democratic Youth of Denmark | řádné členství
- Estonsko | Estonian Social Democratic Youth | řádné členství
- Faerské ostrovy | Social Democratic Youth of Faroe Islands | řádné členství
- Finsko | Social Democratic Students | řádné členství
- Finsko | Social Democratic Youth | řádné členství
- Kypr | AGONAS Youth | pozorovatelské členství
- Kypr | EDEK Youth | řádné členství
- Kypr | CTP Youth | pozorovatelské členství
- Chorvatsko | Croatian Social Democratic Youth | řádné členství
- Francie | Mouvement des Jeunes Socialistes | řádné členství
- Gruzie | Young Socialists of Georgia | řádné členství
- Gruzie | Georgian Dream Youth  | pozorovatelské členství
- Grónsko | Siumut Youth | řádné členství
- Island | Samband Ungra Jafnadarmanna | řádné členství
- Irsko | Irish Labour Youth | řádné členství
- Itálie | Federazione dei Giovani Socialisti | řádné členství
- Itálie | Giovani Democratici | řádné členství
- Litva | Lithuanian Social Democratic Youth Union | řádné členství
- Lucembursko | Jeunesses Socialistes Luxembourgeoises | řádné členství
- Maďarsko | Societas – New Movement | řádné členství
- Malta | Labour Youth Forum | řádné členství
- Moldavsko | Democratic Youth | řádné členství
- Německo | JungsozialistInnen in der SPD | řádné členství
- Německo | Sozialistische Jugend Deutschlands – Die Falken | řádné členství
- Nizozemsko | Jonge Socialisten in de Partij van de Arbeid | řádné členství
- Norsko | Norwegian Labour Youth | řádné členství
- Polsko | Union of Young Social Democrats | řádné členství
- Portugalsko | Juventude Socialista | řádné členství
- Rakousko | Sozialistische Jugend Österreich | řádné členství
- Rakousko | Verband Sozialistischer StudentInnen Österreichs | řádné členství
- Řecko | Panhellenic Socialist Movement – PASOK Youth | řádné členství
- Rumunsko | Social Democratic Youth of Romania | řádné členství
- Severní Makedonie | Social Democratic Youth | řádné členství
- Spojené království | Labour Students | řádné členství
- Spojené království | Young Labour | řádné členství
- Spojené království (Severní Irsko) | Social Democratic Labour Party | pozorovatelské členství
- Srbsko | Democratic Youth | řádné členství
- Srbsko (Vojvodina) | Social Democratic Youth League of Vojvodina | pozorovatelské členství
- Srbsko | Social Democratic Youth in Social Democratic Union | řádné členství
- Slovensko | Mladí sociální demokrati | řádné členství
- Slovinsko | Mladi Forum | řádné členství
- Španělsko (Katalánsko) | Juventut Socialista de Catalunya | řádné členství
- Španělsko | Juventudes Socialistas de España | řádné členství
- Švédsko | Social Democratic Students | řádné členství
- Švédsko | Social Democratic Youth | řádné členství
- Švýcarsko | Schweizerische JungsozialistInnen | řádné členství
- Turecko | Republican People’s Party Youth | pozorovatelské členství
- Turecko | Democratic Gen | řádné členství
- Ukrajina | Social Democratic Perspective | pozorovatelské členství
- Ukrajina | Socialist Youth Union | řádné členství

### Středomořský výbor
- Kypr | AGONAS Youth | pozorovatelské členství
- Kypr | EDEK Youth | řádné členství
- Kypr | CTP Youth | pozorovatelské členství
- Francie | Mouvement des Jeunes Socialistes | řádné členství
- Írán | Democratic Youth Union of Iranian Kurdistan | řádné členství
- Írán | Democratic Students Union of Iranian Kurdistan | pozorovatelské členství
- Irák | Kurdish Youth and Freedom Organisation | řádné členství
- Irák | Kurdistan Studens Association | řádné členství
- Izrael | Labour Young Leadership | řádné členství
- Izrael | Young Meretz Yachad | řádné členství
- Itálie | Federazione dei Giovani Socialisti | řádné členství
- Itálie | Giovani Democratici | řádné členství
- Libanon | Progressive Youth Organisation | řádné členství
- Malta | Labour Youth Forum | řádné členství
- Maroko | Jeunesse Ittihadia | řádné členství
- Palestina | Fateh Youth | řádné členství
- Palestina | General Union of Palestine Students | pozorovatelské členství
- Palestina | The Palestinian National Initiative Youth | řádné členství
- Portugalsko | Juventude Socialista | řádné členství
- Španělsko (Katalánsko) | Juventut Socialista de Catalunya | řádné členství
- Španělsko | Juventudes Socialistas de España | řádné členství
- Tunisko | Jeunesse Social Democrate | řádné členství
- Západní Sahara | Unión de Juventudes de Saguía el Hamra y Río de Oro | řádné členství
- Západní Sahara | Unión de Estudiantes de Saguía El-Hamra y Río de Oro | pozorovatelské členství

## Bývalí předsedové IUSY
- 1946 Bob Molenaara Byla (Nizozemsko)
- 1948 Peter Strasser (Rakousko)
- 1954 Nath Pai (Indie)
- 1960 Ťij Nyunt (Barma)
- 1966 Wilbert Perera (Ceylon)
- 1969 Luis A. Carello (Argentina)
- 1971 Rafael Albuquerque (Dominikánská Republika)
- 1973 Luis Ayala (Chile)
- 1975 Jerry Svensson (Švédsko)
- 1977 Alejandro Montesino (Chile)
- 1979 Hilary Barnard (Velká Británie)
- 1981 Milton Colindres (El Salvador)
- 1983 Kirsten Jensen (Dánsko)
- 1985 Joan Calabuig (Španělsko)
- 1989 Sven Eric Söder (Švédsko)
- 1991 Roger Hällhag (Švédsko)
- 1995 Nicola Zingaretti (Itálie)
- 1997 Umberto Gentiloni (Itálie)
- 1999 Álvaro Elizalde (Chile)
- 2004 Fikile Mbalula (Jižní Afrika)
- 2008 Jacinda Ardern. (Nový Zéland)
- 2010 Viviana Piñeiro (Uruguay)

## Kongresy IUSY
Světové kongresy se konají každé dva roky. Na kongresu je voleno nové předsednictvo organizace. V letech mezi kongresy se koná zasedání Světová rady).
- 1946 Paříž (Francie)
- 1948 lev (německé organizace Jusos, SJD – Die Falken a SDS)
- 1951 Hamburk (Německo)
- 1954 Kodaň (Dánsko)
- 1957 Řím (Itálie)
- 1960 Vídeň (Rakousko)
- 1963 Oslo (Norsko)
- 1966 Vídeň (Rakousko)
- 1969 Řím (Itálie)
- 1973 Malta
- 1975 Brusel (Belgie)
- 1977 Stuttgart (Německo)
- 1979 Frankfurt nad mohanem (Německo)
- 1981 Vídeň (Rakousko)
- 1983 Jørlunde (Dánsko)
- 1985 Sevilla (Španělsko)
- 1987 Brusel (Belgie)
- 1989 Bommersvik (Švédsko)
- 1991 Seč (Československo)
- 1993 Montevideo
- 1995 Modena (Itálie)
- 1997 Lillehammer (Norsko)
- 1999 Hamburg (Německo)
- 2001 Johannesburg (Jihoafrická republika)
- 2004 Budapešť (Maďarsko)
- 2006 Esbjerg (Dánsko)
- 2008 Santo Domingo
- 2010 Bommersvik (Švédsko)
- 2012 Asunción (Paraguay)
- 2014 Kodaň (Dánsko)
- 2016 Tirana (Albánie)
- 2018 Bečići (Černá Hora)

## Mezinárodní setkání mládeže
Velká mezinárodní setkání mládeže, kterých se účastnilo až 50 000 mladých lidí (1929 ve Vídni) vždy byly zásadními událostmi IUSY. V roce 1952, se na tuto tradici navázal s IUSY-Camp ve Vídni. V této tradici se pokračuje s přestávkou v sedmdesátých letech až do dnes, kdy se pravidelně konají IUSY Festivaly.
- 1952 IUSY Camp Vídeň (Rakousko)
- 1954, IUSY Camp Liege (Belgie)
- 1956, IUSY Camp Tampere (Finsko)
- 1959, IUSY Camp Berlín (Německo)
- 1962, IUSY Camp Kodani (Dánsko)
- 1965 IUSY Camp Karmel (Izrael)
- 1968 IUSY Camp Vierhouten (Nizozemsko)
- 1974 IUSY Camp Attersee (Rakousko)
- 1977 Mezinárodní setkání socialistické mládeže ve Stuttgartu (Německo)
- 1981 Mezinárodní setkání socialistické mládeže ve Vídni (Rakousko)
- 1985 IUSY Festival Lucembursko
- 1987 IUSY Festival ve Valencii
- 1993 IUSY Festival Porto
- 1996 IUSY Festival Bonn (Německo)
- 2000 IUSY Festival Malmö
- 2003 IUSY Festival v Kamena Vourla (Řecko)
- 2006 IUSY Festival Alicante (Španělsko)
- 2007 IUSY100 v Berlíně (Německo)
- 2009, IUSY Festival Zánka, Maďarsko
- 2011 IUSY Festivalu v Rakousku
- 2013 Workers Youth Festival v Dortmundu (Německo)
- 2014 IUSY Festival Malta
- 2017 IUSY Festival Jalë (Albánie)

## Partnerské organizace
- Socialistická internacionála (SI)
- Socialist International Women (SIW)
- Mladí evropští socialisté (YES)
- Party of European Socialists (PES)
- Global Progressive Forum (GPF) – http://www.globalprogressiveforum.org/
- Global Progressive Youth Forum (GPYF) – http://www.globalprogressiveforum.org/
- International Falcon Movement – Socialist Educational International (IFM-SEI)
- SOLIDAR
- Advisory Council on Youth in the Council of Europe – http://www.coe.int/t/dg4/youth/Coe_youth/Advisory%20Council/Advisory_Council_on_Youth.asp
- International Coordination Meeting of Youth Organisations (ICMYO)
- European Youth Forum (YFJ)
- Iberoamerican Youth Organisation – http://www.oij.org/
- Pan African Youth Union (PYU)